# Кубрат
Кубрат (грч. Χουβρατις; енгл. Kubrat, Kurt) је био прабугарски владар коме је приписана заслуга за стварање Старе Велике Бугарске 632. године, када је поразио Аваре и ујединио сва прабугарска племена и остале племена на тој територији.

## Историја
Кубрата по први пут помиње патријарх Нићифор I Цариградски у делу: Historia syntomos, breviarium из 9. века.
У списку бугарских канова Кубрат је споменут као Курт из клана Дуло. Неки извори га повезују као једног од наследника Атиле, по мајчиној линији као припадника Ерми клана, пошто му је род по мајци Органа (Organa) био потицао из тог клана.
Кубрат је био извесно време византијски талац као заштита од династијске борбе за превласт у Турском Каганату. Као што је византијски историчар, из 7. века Јован из Никијуа, забележио:
Кубрат, принц од Хуна, и Органов нећак, је био крштен и као мали послан да се школује у Константинопољ где је постао близак пријатељ са императором Хераклиусом. 
Кубратова година рођења је непозната, једино што је сигурно је његов боравак у Константинопољу, школовање, пријатељство са императором Хераклиусом (610—641.) и добијање титуле патриције која је и пронађена на прстену у његовом гробу. 
По повратку из Константинопоља преузима власт од Органа који је у његовом одсуству владао Утигурима. Истеравши Аваре са своје територије, уједињењем свих прабугарских племена, Кубрат каново царство се простирало од делте Дунава до реке Волга. Кубрат је био један од ретких који је своју владавину провео у миру са Византијом, вероватно због пријатељства са императором и поштовањем византијске културе, са којом је одрастао за време свог боравка у Константинопољу.

## Кубратов гроб
У 1912. години украјински сељак у близини Полтаве (Малая Перешчепина), је приликом обраде земље открио гробницу са великом количином драгоцености, сребра и злата (52kg), укључујући и прстен који је омогућио и олакшао, идентификацију пошто је било изгравирано са подацима Кубрат кана (Chouvr(a)Tou patr(i)k(iou)), а што је био статус који је он имао у Византији.